# Kalanikaumakaowākea
Kalanikaumakaowākea je bio kralj havajskog otoka Mauija na drevnim Havajima. Vladao je tim otokom prije nego što je kralj Kamehameha I. Veliki ujedinio Havaje.

## Etimologija
Kalani na havajskom znači "nebeski" ili "poglavica" (ka je član, a lani doslovce znači "nebo"). Cijelo ime znači "poglavica koji pripada Wākei, a kojeg oči gledaju". U havajskoj mitologiji, Wākea je ime boga neba. Kraljica Ema Havajska je imala ime Kalanikaumakaʻamano.

## Obitelj
Kalanikaumakaowākea je bio sin kralja Kauhiakame (sin kralja Kamalalawalua i njegove supruge Piʻilaniwahine I.) i njegove kraljice Kapukini III., koja je bila kći poglavice Makakaualiʻija. Bio je iz dinastije Paumakue.
Supruga kralja Kalanikaumakaowākeje bila je kraljica Kekaikuihala I., koja je znana i kao Kaneakaula. Njezini roditelji su bili poglavica Kuhinahinau od Kawaihaea i njegova žena Keakahiwaʻakama.
Kalanikaumakaowākea i njegova kraljica imali su troje djece:
- Piʻilaniwahine II., majka kraljice Lonomaʻaikanake
- Lonohonuakini, kralj Mauija, nazvan po bogu Lonu
- Kalanikauanakikilani (kći)

Kalanikaumakaowākea je imao i konkubinu imenom Makakuwahine (wahine = "žena"). Ovo su njihova djeca:
- ʻUmi (znan i kao ʻUmi II.)
- Kauloaiwi